# Croácia nos Jogos Olímpicos de Verão de 2012
A Croácia competiu nos Jogos Olímpicos de Verão de 2012, que aconteceram na cidade de Londres, no Reino Unido, de 27 de julho até 12 de agosto de 2012.

## Medalhistas
| Atleta                                                  | Esporte | Evento                    | Medalha |
| ------------------------------------------------------- | ------- | ------------------------- | ------- |
| Giovanni Cernogoraz                                     | Tiro    | Fossa olímpica masculino  | Ouro    |
| Damir Martin David Šain Martin Sinković Valent Sinković | Remo    | Skiff quádruplo masculino | Prata   |

## Desempenho

### Canoagem slalom(1 atleta)
Masculino
| Atleta      | Evento | Preliminar | Preliminar | Preliminar | Preliminar | Semifinais  | Semifinais  | Final       | Final       |
| Atleta      | Evento | Descida 1  | Descida 2  | Total      | Posição    | Tempo       | Posição     | Tempo       | Posição     |
| ----------- | ------ | ---------- | ---------- | ---------- | ---------- | ----------- | ----------- | ----------- | ----------- |
| Dinko Mulić | K-1    | 293s58     | 143s28     | 143s28     | 22º        | Não avançou | Não avançou | Não avançou | Não avançou |

### Lutas
A Croácia conquistou uma vaga no Copa do Mundo de Lutas de 2011, realizada em Istanbul, na Turquia, do dia 12 ao dia 18 de setembro de 2011.
- Categoria de peso -74 kg, na luta greco-romana masculina.

### Natação(4 atletas)
Masculino
| Atletas         | Evento     | Eliminatórias | Eliminatórias | Semifinal   | Semifinal   | Final       | Final       |
| Atletas         | Evento     | Tempo         | Posição       | Tempo       | Posição     | Tempo       | Posição     |
| --------------- | ---------- | ------------- | ------------- | ----------- | ----------- | ----------- | ----------- |
| Mario Todorovic | 50 m livre | 22.75         | 28º           | Não avançou | Não avançou | Não avançou | Não avançou |

Feminino
| Atletas            | Evento       | Eliminatórias | Eliminatórias | Semifinal   | Semifinal   | Final       | Final       |
| Atletas            | Evento       | Tempo         | Posição       | Tempo       | Posição     | Tempo       | Posição     |
| ------------------ | ------------ | ------------- | ------------- | ----------- | ----------- | ----------- | ----------- |
| Sanja Jovanovic    | 100 m costas | 1min03s38     | 36º           | Não avançou | Não avançou | Não avançou | Não avançou |
| Kim Daniela Pavlin | 200 m costas | 2min15s67     | 33º           | Não avançou | Não avançou | Não avançou | Não avançou |
| Kim Daniela Pavlin | 200 m medley | 2min17s17     | 30º           |             |             | Não avançou | Não avançou |
| Karla Šitić        | Maratona     |               |               |             |             | 1h58min54s7 | 12º         |

### Polo aquático
A Croácia conquistou uma vaga na competição masculina do polo aquático:
- Competição masculina - 1 equipe de 21 jogadores

### Remo(5 atletas)
Masculino
| Equipe                                                  | Evento          | Eliminatórias | Eliminatórias | Repescagem | Repescagem | Quartas | Quartas  | Semifinal | Semifinal | Final   | Final                |
| Equipe                                                  | Evento          | Tempo         | Posição       | Tempo      | Posição    | Tempo   | Posição  | Tempo     | Posição   | Tempo   | Posição (Pos. final) |
| ------------------------------------------------------- | --------------- | ------------- | ------------- | ---------- | ---------- | ------- | -------- | --------- | --------- | ------- | -------------------- |
| Mario Vekic                                             | Skiff simples   | 7m02s63       | 2º Q          | BYE        | BYE        | 7m05s78 | 4º S C/D | 7m33s51   | 1º FC     | 7m27s60 | 3º (15º)             |
| Damir Martin David Šain Martin Sinković Valent Sinković | Skiff quádruplo | 5m09s38       | 1º S A/B      | BYE        | BYE        |         |          | 6m03s39   | 1º FA     | 5m44s78 |                      |

### Taekwondo
A Croácia conseguiu vaga para duas categorias de peso, ambas conquistadas no pré-olímpico, realizado em Baku, no Azerbaijão:
- até 49 kg feminino;
- até 57 kg feminino.

### Tênis de mesa
Classificados para o individual masculino:
- Zoran Primorac

### Tiro
Masculino
| Atleta              | Evento                | Qualificação | Qualificação | Final       | Final       | Posição         |
| Atleta              | Evento                | Placar       | Posição      | Placar      | Total       | Posição         |
| ------------------- | --------------------- | ------------ | ------------ | ----------- | ----------- | --------------- |
| Bojan Durković      | Carabina de ar 10 m   | 590          | 36º          | Não avançou | Não avançou | 36º             |
| Petar Gorša         | Carabina de ar 10 m   | 586          | 43º          | Não avançou | Não avançou | 43º             |
| Bojan Durković      | Carabina deitado 50 m |              |              |             |             |                 |
| Giovanni Cernogoraz | Fossa olímpica        | 122          | 6º           | 24          | 146 (+6)    | Medalha de ouro |
| Anton Glasnović     | Fossa olímpica        | 122          | 5º           | 21          | 143         | 6º              |
| Anton Glasnović     | Fossa olímpica dublê  | 114          | 23º          | Não avançou | Não avançou | 23º             |